# Энтомологическое общество Латвии
Энтомологическое общество Латвии (англ. The Entomological Society of Latvia (LEB), Latvijas Entomoloģijas biedrība) — объединение энтомологов Латвии, созданное в 1951 году и объединяющее специалистов по насекомым.

## История
Энтомологическое общество Латвии было создано в Риге в 1951 году как неправительственное общественное объединение любителей и профессионалов в области энтомологии. Общество состоит из 70 членов (не только из Латвии, но и из других государств, представляющих всего 20 стран) и трёх секций:
- Комиссия трихоптерологии (Commission of Trichopterology; основана в 1988, сейчас неактивна)
- Секция колеоптерологии (Section of Coleopterology; активна с 1996)
- Division of Nature Research (DIS) (осн.2000), объединяет специалистов по пиявкам, моллюскам и т. д.

## Журналы
Энтомологическое Общество Латвии публикует (или ранее издавало) следующие издания:
- Latvijas Entomologs (с 1960)
- Acta hydroentomologica latvica (1991—1997; совместно с Societas Odonatologica Internationalis)
- Latvijas entomologijas arhivs (1995—1997)
- Acta coleopterolocica latvica (с 1997; журнал секции колеоптерологии).

## Насекомое года в Латвии
Общество избирало следующие насекомые в номинации Latvian Insect of a Year.
- 1999 — Двухточечная коровка (Adalia bipunctata Linnaeus, 1758) (Coleoptera, Coccinellidae)
- 2000 — Жук-носорог обыкновенный (Oryctes nasicornis Linnaeus, 1758) (Coleoptera, Scarabaeidae)
- 2001 — Psophus stridulus (Orthoptera, Acrididae)
- 2002 — Сверчок Acheta domestica(Orthoptera, Gryllidae)
- 2003 —Бражники (Sphingidae Latreille, 1802) Lepidoptera)
- 2004 — Стрекозы рода Callopteryx (Odonata)
- 2005 — Муравьиный лев (Myrmeleontidae) (Neuroptera)
- 2006 — Отшельник обыкновенный (Osmoderma eremita Scopoli,1763), Coleoptera)
- 2007 — Обыкновенная медведка (Gryllotalpa gryllotalpa)
- 2008 — Усач-плотник (Ergates faber Linnaeus, 1767)